# 種田山頭火

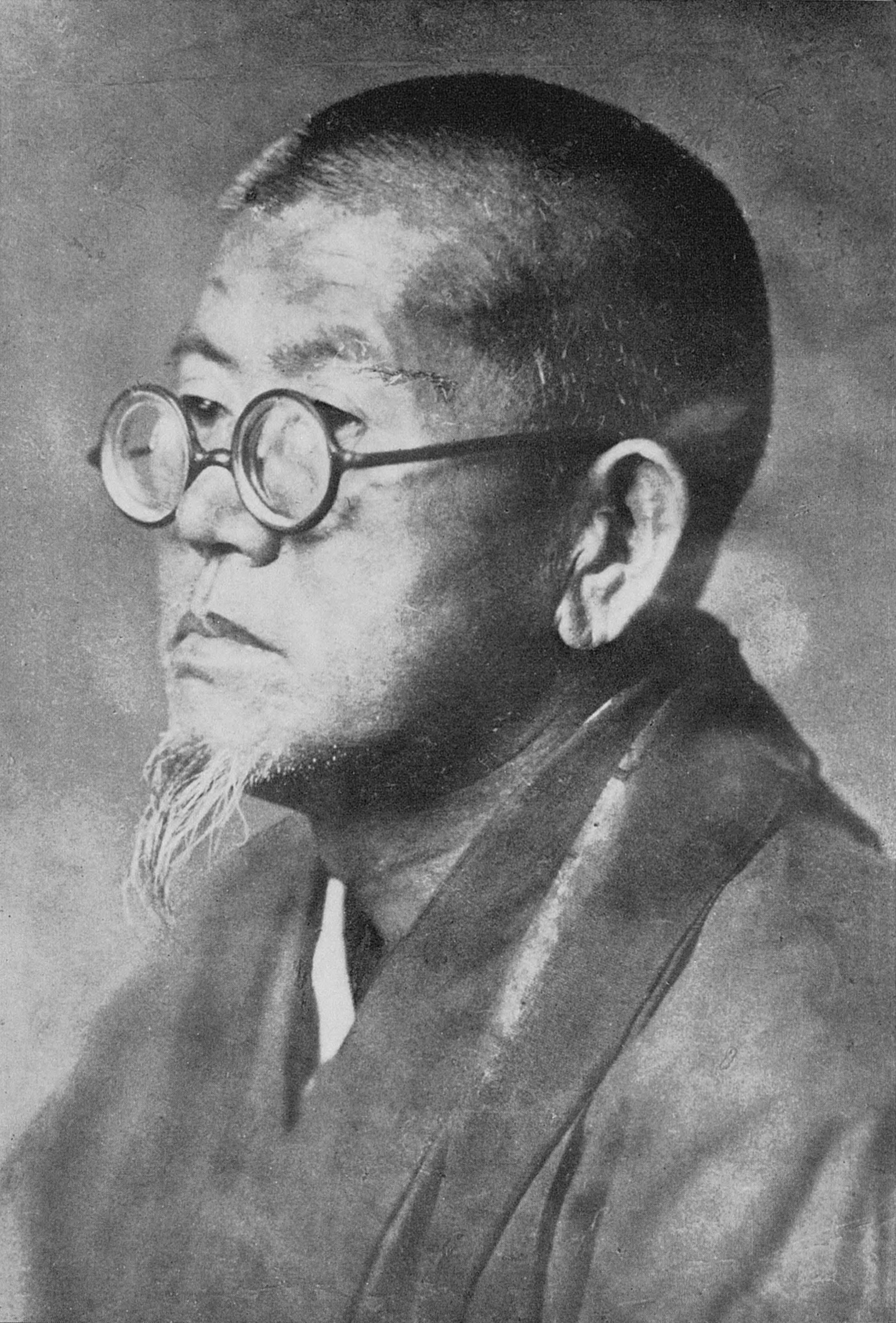
種田山頭火

種田 山頭火（たねだ さんとうか、本名：種田 正一（たねだ しょういち）、1882年〈明治15年〉12月3日 - 1940年〈昭和15年〉10月11日）は、日本の自由律俳句の俳人。山頭火とだけ呼ばれることが多い。
山口県佐波郡（現在の防府市）生まれ。『層雲』の荻原井泉水門下。1925年に熊本市の曹洞宗報恩寺で出家得度して耕畝（）と改名。各地を放浪しながら1万2000余りの句を詠んだ。

## 略歴

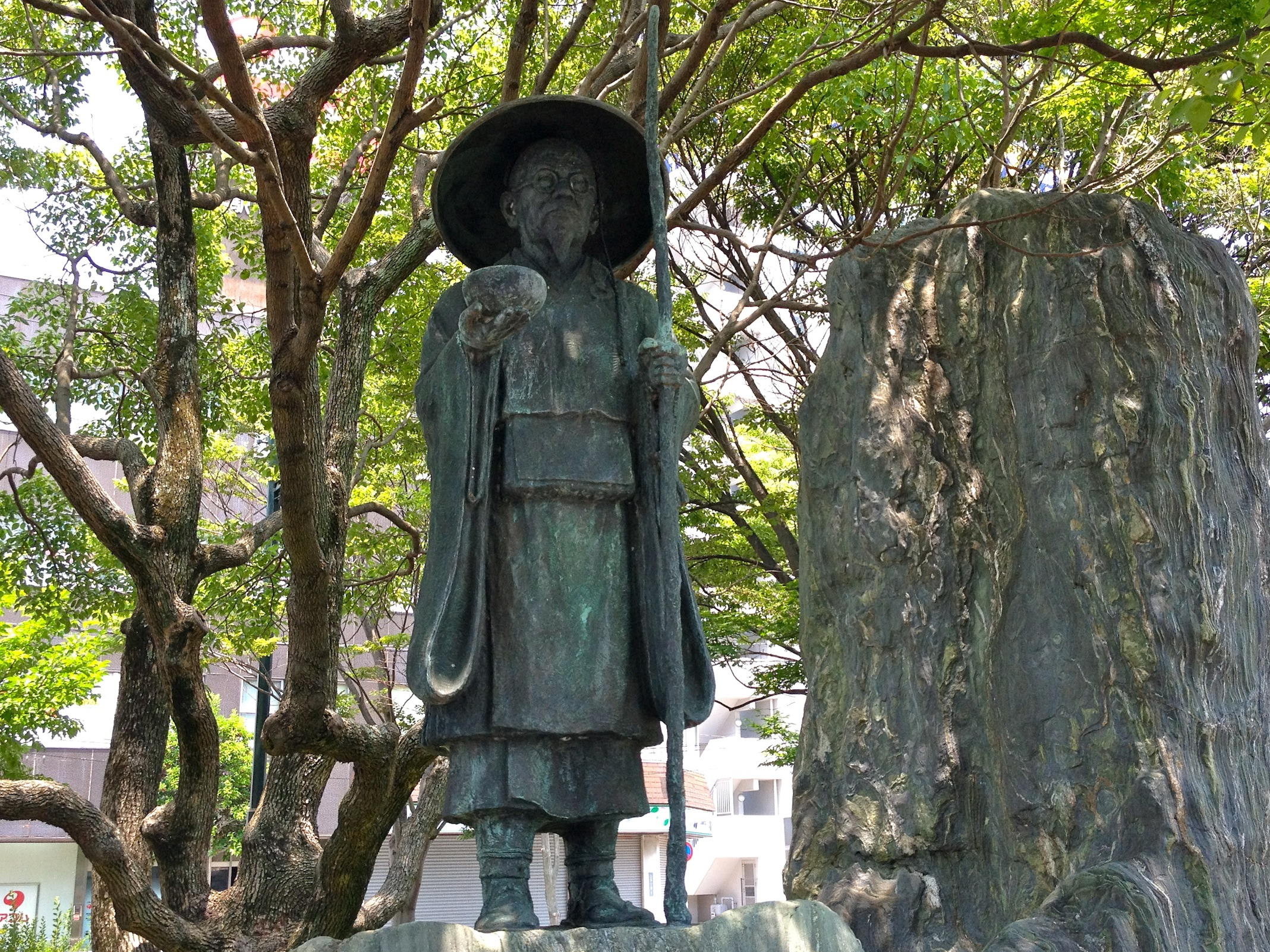
JR防府駅てんじんぐち（北口）前にある種田山頭火像

自由律俳句の代表として、同じ『層雲』の荻原井泉水門下の同人、尾崎放哉と並び称される。山頭火、放哉ともに酒癖によって身を持ち崩し、師である井泉水や兼崎地橙孫ら支持者の援助によって生計を立てていた。その基因は、11歳の頃の母の投身自殺にある。
なお、「山頭火」とは納音（なっちん）の一つであるが、山頭火の生まれ年の納音は山頭火ではなく「楊柳木」である。「山頭火」は、30種類の納音の中で字面と意味が気に入った物を選んだだけであると『層雲』の中で山頭火自身が書いている。また、「山頭」の定義には「火葬場」も含まれている。このことから、「山頭火＝火葬場の火」と解釈できるという説もある。山頭火がこの意味を意識して名前を選んだ可能性について、山頭火の母親の死との関連性が指摘されている。山頭火には「燃え上がる火山」という意味もある。
30歳の頃には、ツルゲーネフにかなり傾倒し、山頭火のペンネームでいくつかの翻訳をこなしている。金子兜太によれば、山頭火の父竹治郎はツルゲーネフの父セルゲイ・ツルゲーネフに「なんとなく似ている」という。セルゲイは騎兵大佐で美男子で体格がよく、意志薄弱で好色で利に聡い上、結婚も財産目当てであった。竹治郎はセルゲイよりもお人好しではあったが、目の大きい寛容の相の人だったという。美男子で女癖が悪く、妾を幾人も囲い、政党との関係に巻き込まれてからは金使いも荒くなった。冷ややかで好色、意志薄弱という特徴はセルゲイと共通していた。
山頭火は晩年の日記に「無駄に無駄を重ねたような一生だった、それに酒をたえず注いで、そこから句が生まれたような一生だった」と記している。その時には既に無一文の乞食であったが、乞食に落ちぶれた後、克明な日記をつけ続けている。その放浪日記は1930年（昭和5年）以降が存在し、それ以前の分は自ら焼却している。死後、遺稿日記が公開され、生涯の一部が明らかになった。
そこには、旅立ちにあたり「過去一切を清算しなければならなくなってゐる」（『行乞記』昭和5年9月14日）など、流浪や句作への心情が記されている。

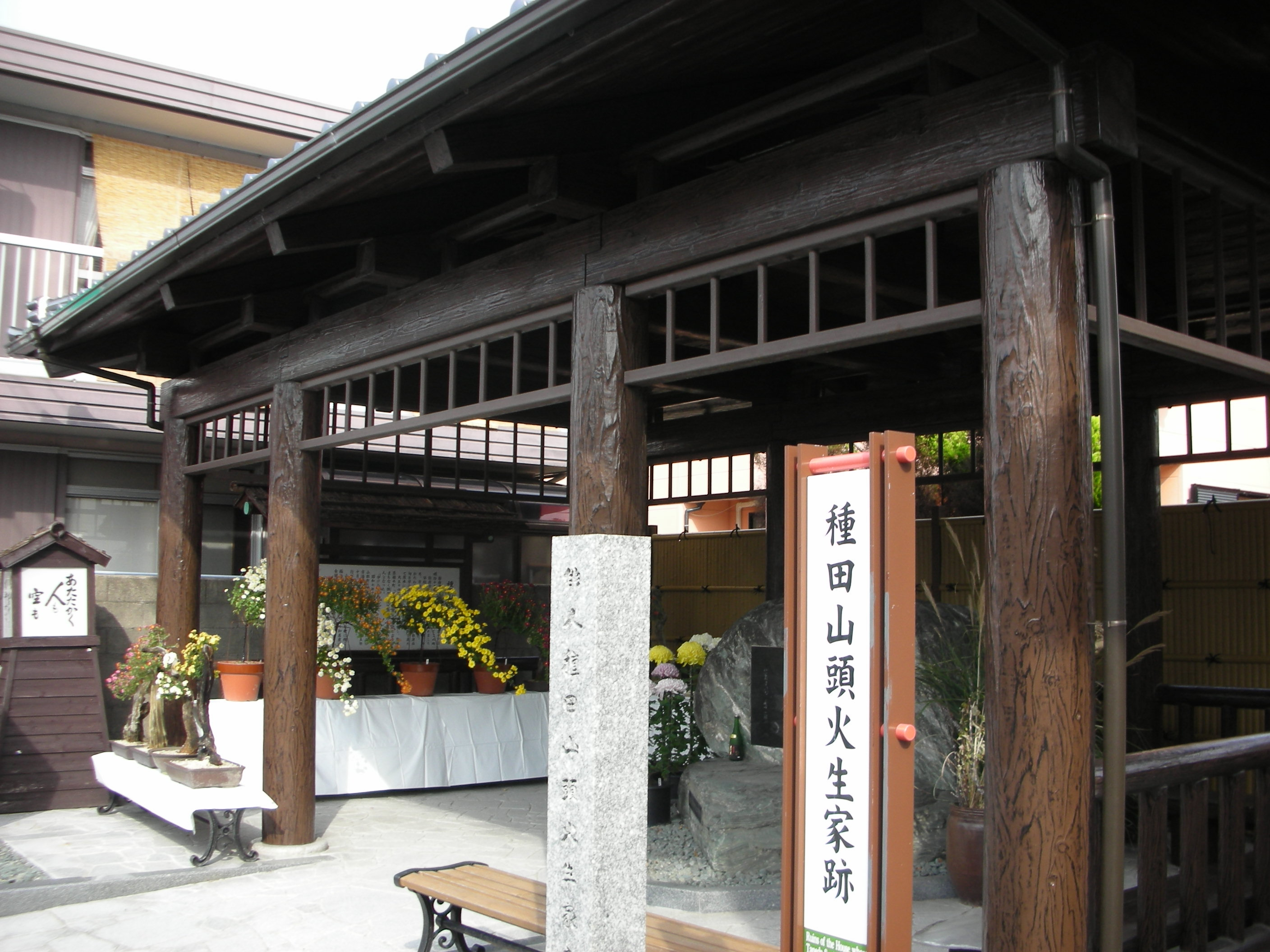
種田山頭火の生家跡（山口県防府市）

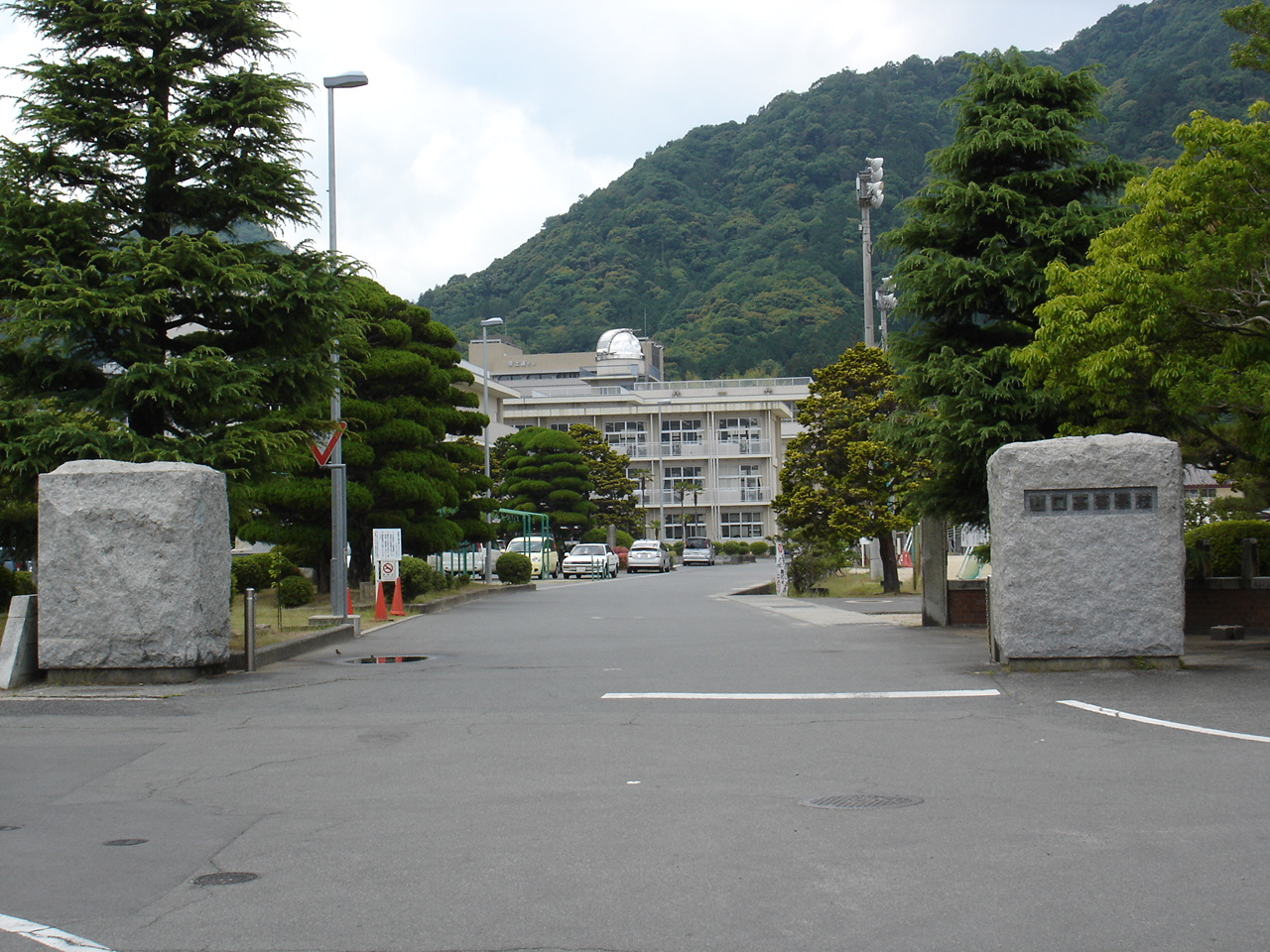
出身校の現・山口県立山口高等学校

- 1882年（明治15年）12月3日 山口県佐波郡西佐波令村第百三十六番屋敷（現・防府市八王子二丁目十三）にて大地主・種田家の長男として生まれる。父は竹治郎、母フサ。1年前には姉のフクが生まれている。のちに妹シズ、弟二郎、信一が生まれ、5人兄妹となる[7][8][9]。
- 1889年（明治22年）4月 佐波郡佐波村立松崎尋常高等小学校尋常科に入学。
- 1892年（明治25年、10歳）3月 母フサが、父竹治郎の芸者遊びなどを苦にして、自宅の井戸に投身自殺（享年33）。山頭火は井戸から引き上げられた母の水死体を見て衝撃を受ける。以後、正一は、祖母ツルの手によって育てられる。少年時代の楽しい思い出はこの出来事で完全に中断される。成人後に山口へ戻る度に「私の性情として憂鬱にならざるを得ない」と述べており、母の自殺が放浪者としての山頭火を決定づける基因となる[10]。自選句集『草木塔』も亡母への献辞が記されている[1]。
- 1896年（明治29年、14歳）4月 私立周陽学舎（三年制中学。現・山口県立防府高等学校）へ入学。学友らと文芸同人雑誌を発行。地元の句会によく顔を出していたという話もあり、正一が俳句を本格的に始めたのは1897年（明治30年、15歳）前後、周陽学舎在学の頃だとみられている[11]。
- 1899年（明治32年、17歳）7月 周陽学舎を首席で卒業。同年9月、県立山口尋常中学（現・山口県立山口高等学校）の四年級へ編入。新たな環境にてあまり親しい学友もおらず、土曜日には佐波山洞道を抜けて防府の実家に帰るのが常だったという[12]。
- 1901年（明治34年、19歳）3月 山口尋常中学を卒業し、同年7月、私立東京専門学校（早稲田大学の前身）の高等予科（明治34年4月、早稲田大学予備科として新設）へ入学。
- 1902年（明治35年、20歳）4月 学友と大隈重信を訪問し一緒に記念写真を撮る[13]。同年7月 東京専門学校高等予科を卒業し、同年9月、早稲田大学大学部文学科に入学。しかし、1904年（明治37年）2月、神経衰弱のため早稲田大学を退学。しばらく東京に留まるが病状が回復せず、同年7月、実家へ帰郷。
- 1906年（明治39年、24歳）12月 父竹治郎が吉敷郡大道村（現・防府市大道）にあった古くからの酒造場を買収。一家で移り住む。そして、その翌年頃から種田酒造場を開業したとみられる[14]。
- 1908年（明治41年、26歳） 種田家が酒造に失敗し、防府に残っていた家屋敷を全て売却。
- 1909年（明治42年、27歳）8月 佐波郡和田村高瀬の佐藤光之輔の長女サキノと結婚。翌年には長男健が生まれる。
- 1911年（明治44年、29歳） 防府の郷土文芸誌『青年』が創刊になる。その雑誌にて「田螺公」という旧号で定形俳句を、「山頭火」の号で外国文学の翻訳などを発表[15]。
- 1913年（大正2年、31歳） 荻原井泉水が主宰する『層雲』3月号にて、初めて投稿句が掲載される（『層雲』にて自由律が始まるのは翌年の大正3年4月からとされる[16]）。同誌5月号にて選ばれた2句に於いて、俳号にも「山頭火」という号を使い始める[16]。同年8月、編集兼発行人として個人で文芸誌『郷土』を創刊[17]。
- 1916年（大正5年、34歳）
  - 3月、山頭火は『層雲』にて頭角を現し、俳句選者の一人となっている。
  - 4月、種田酒造場の経営が危機に陥り、再建に奔走するも結局、種田家は破産に追い込まれる。父竹治郎は行方不明（その後は消息不明）になり、山頭火は友人を頼って妻子と熊本県へ移ることになる。
  - 5月、熊本市下通町一丁目にて古書店「雅楽多書房」を開業。しかし、経営は軌道に乗らず、間もなく額縁店「雅楽多」として再出発[18]。その経営も次第に妻サキノに任せがちになっていく。熊本での生活では常に空虚感や欠落感が付き纏い、更にこの頃に起こった弟二郎の自殺が山頭火をより一層酒に向かわせることになる。
- 1919年（大正8年、37歳）10月 妻子を熊本に残したまま単身上京。妻サキノとは翌1920年（大正9年）11月、戸籍上離婚となっている[19]。
- 1923年（大正12年、41歳） 関東大震災に遭遇。憲兵に連行され、巣鴨刑務所に留置された後[1]、熊本の元妻のもとへ逃げ帰った。熊本市内で泥酔して熊本市電を止め、乗客らに取り囲まれたところを木庭徳治[1]（山頭火の顔見知りの記者）に助けられ、市内にある報恩禅寺（千体佛）住職・望月義庵に預けられ寺男となった。
- 1924年（大正14年、42歳） 得度して「耕畝」と改名。廃寺になっていた味取観音堂の堂守となり、近隣の子供・若者に勉強や時事問題を教えていたが、度々の泥酔に眉をひそめる檀家もいた[1]。
- 1925年（大正15年、43歳） 寺を出て、雲水姿で西日本を中心に旅し句作を行い、旅先から『層雲』に投稿を続けた。
- 1932年（昭和7年、50歳）、郷里山口の小郡町（現・山口市小郡）に「其中庵」（ごちゅうあん[1]）を結庵したが、体調不良から来る精神不安定から、カルモチンを多量に服用し自殺未遂を起こす[20]。
- 1936年（昭和11年、54歳） 雲水姿で山梨県小淵沢から長野県佐久までを歩き、数々の作品を残す[21]。その後も東北地方などを旅した。
- 1938年（昭和13年、56歳） 山口市湯田温泉街に「風来居」を結庵。
- 1939年（昭和14年） 愛媛県松山市に移住し「一草庵」を結庵。
- 1940年（昭和15年）10月11日午前4時、脳溢血のため一草庵で生涯を閉じた[22]（心臓麻痺という説もある[13]）。享年57。墓所は防府市の曹洞宗の護国寺にある[1]。

## 代表句
- あるけばかつこういそげばかつこう
- へうへうとして水を味ふ
- 一羽来て啼かない鳥である
- うしろすがたのしぐれてゆくか
- どうしようもない私が歩いている
- 生まれた家はあとかたもないほうたる
- 音はしぐれか
- ゆうぜんとしてほろ酔へば雑草そよぐ
- 酔うてこほろぎと寝ていたよ
- 鴉啼いてわたしも一人
- 笠にとんぼをとまらせてあるく
- 笠も漏り出したか
- けふもいちにち風を歩いてきた
- この旅、果もない旅のつくつくぼうし
- こころすなほに御飯がふいた

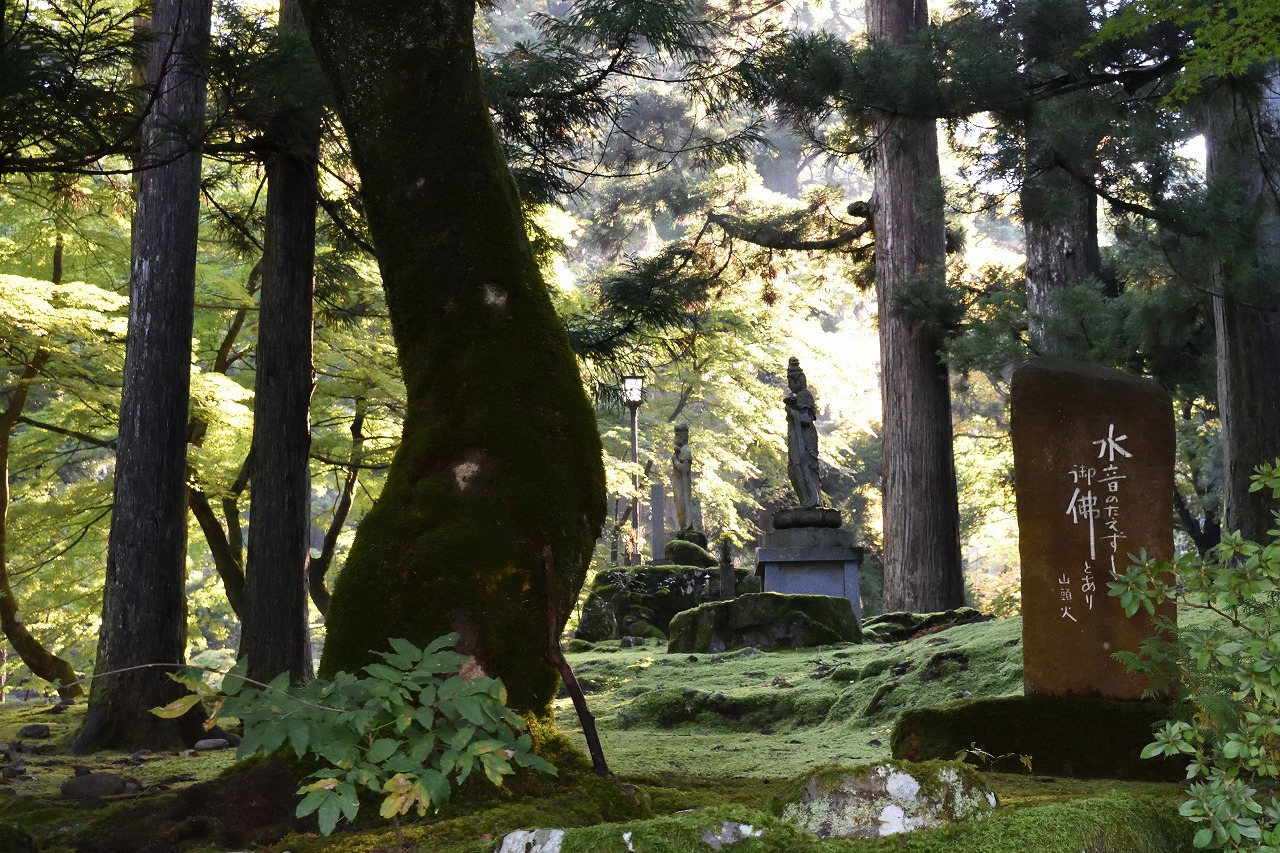
福井県の永平寺に建つ歌碑。

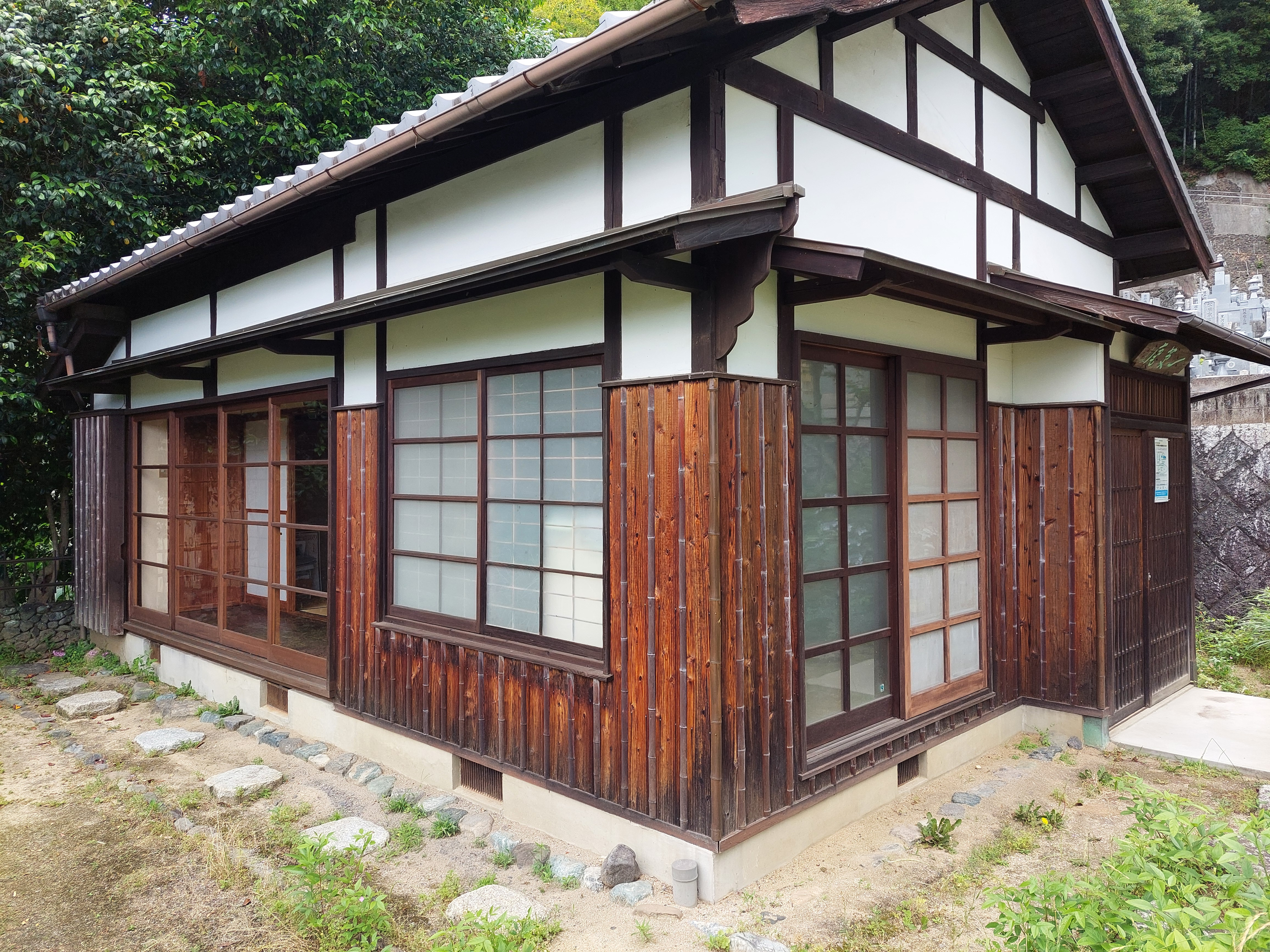
一草庵（松山市御幸1丁目）

- しずけさは死ぬるばかりの水ながれて（※1936年（昭和11年）9月9日、九州での托鉢の日の句。）
- 鈴をふりふりお四国の土になるべく
- 霧島は霧にかくれて赤とんぼ
- 母ようどんをそなへてわたくしもいただきます（※亡き母の位牌を頭陀袋の中に入れて歩いていた。）
- 貧しう住んでこれだけの菊を咲かせている
- また一枚脱ぎ捨てる旅から旅
- まつすぐな道でさみしい
- ふるさとはあの山なみの雪のかがやく
- すべつてころんで山がひつそり
- また見ることもない山が遠ざかる
- 松はみな枝垂れて南無観是音
- ぬいてもぬいても草の執着を抜く
- 分け入つても分け入つても青い山
- 鉄鉢の中へも霰
- 山へ空へ摩訶般若波羅密多心経
- 水音の絶えずして御仏とあり
- てふてふひらひらいらかをこえた
- ほろほろほろびゆくわたくしの秋
- 生死の中の雪ふりしきる
- おちついて死ねそうな草萌ゆる
- 濁れる水の流れつつ澄む

## 主要な著作
- 『鉢の子』
- 『草木塔』
- 『山行水行』
- 『山頭火全集』全11巻（春陽堂書店、新編は全8巻[23]）

## 没後の顕彰
故郷の防府市には山頭火の句碑が83あり、2017年には山頭火ふるさと館が開設された。山口市では1992年に其中庵が復元されている。

### 種田山頭火賞
山頭火の生き方を彷彿とさせるような表現者を顕彰するため、春陽堂書店が2018年に創設した。選考委員は山田五郎、中江有里。
受賞者
- 第1回（2018年）麿赤児
- 第2回（2019年）伊藤比呂美
- 第3回（2020年）碓井俊樹
- 第4回（2021年）夏井いつき
- 第5回（2022年）ロバート・キャンベル[25]
- 第6回（2023年）桃井かおり[26]
- 第7回（2024年）伊集院光[27]

## フィクションにおける扱い

### テレビドラマ
- 『3年B組貫八先生』（1982年、TBS）
主人公である貫八先生（川谷拓三）は種田山頭火をこよなく愛し、授業中にその句を引用している。
- 『ドラマ人間模様 花へんろ』第三章（1988年、NHK、早坂暁作）
山頭火（北村和夫）の富屋来訪から官憲の圧迫、早坂暁をモデルにした震一の出兵など昭和15年から20年までの歩みが、四国の風土と人情を織り交ぜて描かれている[28]。また「一草庵」での最期も描かれている。
- 『ドラマスペシャル 山頭火 何でこんなに淋しい風ふく』（1989年、NHK、早坂暁作）
当初は山頭火を渥美清が演じる予定だったが、渥美の体調が芳しくないためフランキー堺によって演じられ、第30回モンテカルロ・テレビ祭シルバーニンフ賞、最優秀男優賞を受賞した[29]。

### ラジオドラマ
- 『行乞の詩 どうしようもない私』（1978年、南海放送、脚本:長坂秀佳、演出：吉村斌、ナレーション：小沢昭一）
配役には山頭火役に局のディレクター、脇役に一般市民を起用し、日本民間放送連盟賞を受賞[30]。

### 漫画
- 『まっすぐな道でさみしい 種田山頭火外伝』（2003年、講談社、モーニング）いわしげ孝の著作。山頭火の伝記を漫画化した作品。
- 『文豪ストレイドッグス』（2013年〜、KADOKAWA、ヤングエース）朝霧カフカ(原作)、春河35(作画)による文豪をモチーフにした異能力アクション漫画。種田山頭火は内務省異能特務課長官として描かれている。声：立木文彦／演：熊野利哉。